# (3895) Earhart
(3895) Earhart – planetoida z pasa głównego asteroid okrążająca Słońce w ciągu 3 lat i 221 dni w średniej odległości 2,35 j.a. Została odkryta 23 lutego 1987 roku w Obserwatorium Palomar przez Carolyn Shoemaker. Nazwa planetoidy została nadana na cześć Amelii Earhart (1897-1937), amerykańskiej pionierki lotnictwa. Przed nadaniem nazwy planetoida nosiła oznaczenie tymczasowe (3895) 1987 DE.